# Птах (мозаїка)

Мозаїка «Птах» на фронтоні їдальні «Супій»

Мозаїка «Птах» Алли Горської та Віктора Зарецького — мозаїка художників Алли Горської та Віктора Зарецького в селі Гельмязів Золотоніського району Черкаської області, розміщена на фронтоні та колонах їдальні «Супій» та є останньою спільною роботою Алли Горської та Віктора Зарецького та останньою мозаїкою художниці. Мозаїку створено 1970 року.

### Правовий статус
Мозаїка «Птах» потребує негайного правового захисту як остання спільна мозаїка художників Алли Горської та Віктора Зарецького та остання мозаїка Алли Горської. Разом із панно «Вітер» у Києві мозаїка «Птах» у Гельмязеві лишаються єдиними мозаїками Алли Горської на території, підконтрольній державі Україна.

### Історія створення
Олесь Зарецький описує історію створення Мозаїка «Птах» таким чином:
«Замовлень не пропонували, а бажання робити монументальні твори було. Художники взялись оформлювати їдальню у селі Гельм'язів на Черкащині, що не вимагало погодження на художніх радах, „добра“ партійних органів тощо. Платили мало, робота була, як казав В. Зарецький, за харчі. Їдальня звалася „Супій“ за назвою річки, що протікає на околиці села. Там досі милує око мозаїка „Птах“, неподалік на площі височіє Собор»
. Річка Супій є лівою притокою Дніпра.

### Концепція мозаїки «Птах»
Олесь Зарецький пише, що: «Птах у Гельм'язеві — мудрий птах, він склав крила, з розумними очима, який приносить добро, і мабуть заважав темним силам»
.